# ۱۰۰ روز (فیلم ۲۰۱۳)
«۱۰۰ روز» (انگلیسی: 100 Days (2013 film)) فیلمی در ژانر کمدی رمانتیک است که در سال ۲۰۱۳ منتشر شد.